# آش ويليامز
آش ويليامز. هو ممثل أساسي في فيلم الشر المميت
وقد تم إنشاء الجزء الثاني وقد تم تغيير اسم الفيلم من القلب الميت إلى جيش الظلام لأنه كان مناسباً .. حيث خلص الجيش من التنين الشرير.